# Leptoseris fragilis
Espèce
Leptoseris fragilis est une espèce de coraux appartenant à la famille des Agariciidae.